# Hygophum benoiti
Hygophum benoiti és una espècie de peix de la família dels mictòfids i de l'ordre dels mictofiformes.

## Morfologia
- Els mascles poden assolir 5,5 cm de longitud total.[4][5]

## Hàbitat
És un peix marí i d'aigües profundes que viu entre 51-700 m de fondària.

## Distribució geogràfica
Es troba a l'Atlàntic oriental (des de Portugal fins a Mauritània, incloent-hi la Mediterrània) i l'Atlàntic occidental (des del Canadà fins als Estats Units).